# Шад, Каролине
Каролине Кирк Шад (дат. Caroline Kirk Schad, Пустой шаблон {{ВД-Преамбула}} ) — датская шоссейная велогонщица.

## Карьера
Каролине Кирк получила образование в Университетском колледже Копенгагена (дат. University College Copenhagen) по специальности физиотерапия.
В 2020—2021 годах она занималась триатлоном и выступала за Копенгагенский триатлонный клуб (дат. Københavns Triathlonklub).
В 2022 году она переключилась на шоссейный велоспорт, присоединившись к велосипедному клубу Amager Cykle Ring. Год спустя она вошла в состав элитной команды клуба — ACR Women Elite, где несколько раз поднималась на подиум в датской категории A.
Первой крупной международной гонкой для Каролине Кирк Шад стал женский Тур Берлина 2023, где она одержала победу на открывающем критериуме в Берлине. После финиша она отметила, что плоский профиль трассы пришёлся ей по душе, поскольку в Дании нет гор и по характеру она спринтер. В ходе сезона 2023 Каролине Шад также неоднократно занимала призовые места на национальном уровне — в частности, становилась второй на гонках GP Ejner Hessel, Hvidovre Gadeløb, Stark-løbet и Ordrup CC-løbet.
Начиная с сезона 2024 года она перешла в Team Interklima ABC Copenhagen. В июне 2024 года была вызвана в сборную Дании, в составе которой приняла участие в Туре Польши, где заняла 56-е место. В том же сезоне она добилась ряда побед на внутренних соревнованиях высшей категории: выиграла гонку HurtigJoakim Løbet и критериум Vitamin Well Grand Prix, проводившийся клубом Amager Cykle Ring.
В 2025 году Каролине Кирк Скад продолжила выступать за Team Friis ABC ACR и вновь получила приглашение в сборную Дании — на этот раз для участия в новой домашней гонке Мирового тура Copenhagen Sprint.
Cпортсменка совмещает велокарьеру с работой. С июня 2022 года Каролине Кирк Шад работает в копенгагенском филиале компании Pas Normal Studios, где занимает должность ассистента управляющего магазином. До этого, в 2016—2020 годах, она работала тимлидером в сети пекарен Lagkagehuset в Копенгагенском аэропорту.

## Достижения
2022
Vitamin Well — Ejner Hessel Grand Prix 2022 -Amager Cykle Ring
Ordrup CC
4-я на Frederiksberg EL løbet
8-я на Campione Pinse Cup — Silkeborg
10-я на Campione Pinse Cup — Randers
5-я на CK Nordsjælland løb
3-я на Sjællandsmesterskaberne RR
2023
2-я на Vitamin Well Grand Prix 2023 -Amager Cykle Ring
2-я на GP Ejner Hessel
Три дня на севере
10-я на этапе в Йёрринге
7-я на этапе в Ольборге
8-я в генеральной классификации
8-я на Slagelse Løbet
5-я на ABC Linjeløb
2-я на Hvidovre Gadeløb
2-я на Stark-Løbet
5-я на CK Nordsjælland løb
2-я на Ordrup CC
критериум Тура Берлина
2024
Три дня на севере
5-я на этапе в Йёрринге
8-я на этапе в Тю
#HurtigJoakimLøbet
3-я на Næstved BC Lobet
3-я на Ordrup CC
Vitamin Well GP — Amager Cykle Ring
2-я на Campione Pinse Cup — Horsens
4-я на Hobro Løbet
5-я на Bording Cup Nysted
7-я на чемпионате Дании — групповая гонка
Велосипедная неделя Раннерса
2-й этап
3-й этап
4-й этап
горная классификация
4-я на ABC Linjeløb
7-я на Nyborg — Bording Cup
10-я на Holbæks åbne løb (NC)
2025
#HurtigJoakimLøbet
4-я на Hillerød CC Grand Prix
Три дня на севере
этап в Йёрринге
5-я на этапе в Тю
4-я на этапе в Ольборге
Ordrup CC
9-я на 4-м этапе Грация Орлова
2-я на Nakskov TT
2-я на LFCK — CP Entrepriseløbet
Frederiksberg EL løbet
5-я на Hobro Løbet
Campione Pinse Cup — Randers
Deloitte løbet — Kolding BC
2-я на критериуме Frederikshøj
4-я на Tour de Charlottenlund

## Рейтинги
| Год                 | 2024  |
| ------------------- | ----- |
| Мировой рейтинг UCI | 910-й |
|                     |       |
| Источник: UCI       |       |